# Herrljunga
Herrljunga – miejscowość (tätort) w Szwecji, w regionie administracyjnym (län) Västra Götaland, w gminie Herrljunga.
Według danych Szwedzkiego Urzędu Statystycznego liczba ludności wyniosła: 3982 (31 grudnia 2015), 4095 (31 grudnia 2018) i 4126 (31 grudnia 2019).